# Linda Lepomme
Linda Lepomme (6 de marzo de 1955) es una actriz y cantante belga que representó a su país en el Festival de la Canción de Eurovisión 1985 en la que cantó "Laat me nu gaan". Obtuvo 7 puntos y terminó en 19º lugar.

## Filmografía
- Toch zonde dat 't een hoer is (1978) (TV) .... como Hippolita
- Paradijsvogels (1979) Serie de TV
- Eerste sleutel (1980) (TV) ....
- TV-Touché (1983) Serie de TV ..
- Zware jongens (1984) .... como cantante
- Levenslang (1984) (TV)
- Leeuw van Vlaanderen (1985) como Nele
- Pauline & Paulette (2001) .... como actriz

| Predecesor: Jacques Zegers con Avanti la vie | Bélgica en el Festival de Eurovisión 1985 | Sucesor: Sandra Kim con J'aime la vie |

- Datos: Q437260